# Battaglia di Ongal
La battaglia di Ongal (in lingua bulgara: Битката при Онгълаа), fu combattuta nell'estate del 680 nei pressi dell'insediamento di Ongal, nei pressi del delta del Danubio, vicino all'isola di Peuce, nell'attuale Distretto di Tulcea, Romania. La battaglia ebbe conseguenze importanti non solo per l'area dei Balcani ma per l'intero continente europeo, dal momento che fu il passo per la fondazione del Primo impero bulgaro.

## Origini del conflitto
Nel 632 il Kahn dei Proto-bulgari Kubrat aveva unificato le popolazioni proto-bulgare nella Grande Bulgaria lungo le coste del Mar Nero e del Mar Caspio. Dopo la sua morte i suoi figli ed eredi si spartirono il suo regno. Il figlio maggiore Batbajan di Bulgaria ereditò il trono di Poltava, ma venne ben presto sconfitto e sottomesso da suo fratello Kotrag, creatore del regno della Bulgaria del Volga. Il terzo ed il quarto fratello, Asparuch e Kuber, marciarono verso occidente e si insediarono nella regione di Ongal, lungo la riva orientale del Danubio. Kuber riuscì a scacciare gli Avari verso nord in direzione dei Carpazi; essi tuttavia tornarono indietro, ma respinti da Kuber che aveva ormai consolidato il controllo su quelle terre, furono costretti a dirigersi verso sud e assalire le terre dell'Impero bizantino. 

All'epoca l'impero di Bisanzio era in lotta con gli arabi Omayyadi che avevano assediato Costantinopoli nel 674. Tuttavia nel 680 i Bizantini sconfissero gli arabi Omayyadi e stipularono con essi un trattato di pace. Dopo questo successo l'Imperatore Costantino IV fu nuovamente libero di rivolgersi contro i Proto-bulgari e condurre un'armata contro Asparuch. Nel frattempo Asparuch aveva stretto un'importante alleanza di mutua difesa con le sette tribù slave proprio contro l'Impero bizantino costituendo a tale fine una vera e propria federazione.

## La battaglia
Per difendersi i Proto-bulgari avevano costruito delle fortificazioni di legno all'interno dell'area paludosa dell'isola di Peuce. Il terreno paludoso costrinse i Bizantini a combattere da una posizione svantaggiosa ed in piccole formazioni, che ridussero di molto la forza del loro potere offensivo. I continui attacchi dalle fortificazioni da parte dei Proto-bulgari costrinsero i Bizantini a ritirarsi, inseguiti dalla cavalleria proto-bulgara che decimò il nemico. Secondo le leggende popolari l'imperatore aveva subito una ferita ad una gamba e si rifugiò a Nesebăr per essere curato. Il resto delle sue truppe, credendo che egli fosse fuggito dal campo di battaglia, abbandonò a sua volta la lotta. Quando le truppe proto-bulgare compresero cosa stava accadendo, si diedero ad inseguire i fuggitivi per sterminarli.

## Conseguenze della battaglia di Ongal
Dopo una tale vittoria, le truppe proto-bulgare si spinsero verso sud, impossessandosi delle terre a nord dei Monti Balcani. Nel 681 invasero la Tracia sconfiggendo ancora una volta gli eserciti di Bisanzio. L'Imperatore Costantino IV si trovò costretto a chiedere la pace e firmare un trattato che riconosceva la formazione del nuovo stato bulgaro, e venne obbligato a pagare un tributo annuale ai sovrani bulgari.